# Croce e delizia (Simona Molinari)
Croce e delizia  è il secondo album della cantautrice italiana Simona Molinari, pubblicato il 22 giugno 2010 e composto da 9 tracce.

## Il disco
Il disco è stato promosso dal singolo di lancio Amore a prima vista in duetto con Ornella Vanoni, presentato ai Wind Music Awards 2010 ed arrivato alla decima posizione della classifica italiana.
Questa non è l'unica collaborazione presente nell'album: nell'unica cover, How Insensitive (registrata live durante il tour asiatico), vi è la partecipazione alla chitarra di Carlo Avarello ed al piano di Raffaele Pallozzi, ed il brano Tutto il rumore del mondo è impreziosito dagli archi dei Solis String Quartet.
L'artista in alcune interviste ha rivelato che Croce e delizia è nato in tour.
"Magari mi portavo dietro due righe annotate in precedenza e da lì iniziava il percorso. Avevo poi il mio gruppo vicino e ciò facilitava le elaborazioni!"

## Tracce
1. Croce e delizia - 3:17
2. Amore a prima vista feat. Ornella Vanoni - 3:38
3. Single per l'estate - 2:48
4. Eclissi - 4:44
5. Mettici più verve - 3:14
6. How Insensitive (Live in Hong Kong) - 4:31
7. Maschere - 3:32
8. Portate gli uomini - 4:59
9. Tutto il rumore del mondo feat. Solis String Quartet - 4:00

## Formazione
- Simona Molinari - voce
- Carlo Avarello - chitarra classica
- Nicola Valente - chitarra, sintetizzatore
- Raffaele Pallozzi - pianoforte
- Fabio Colella - batteria, chitarra, banjo, tastiera
- Fabrizio Pierleoni - basso
- Bepi D'Amato - clarinetto
- Fabrizio Bosso - tromba
- Andrea Tassini - tromba
- Alberto Amidei - trombone
- Simone Centore - trombone
- Adamo Cirenza - sassofono tenore, sax alto
- Carmine Ianeri - sassofono tenore, sassofono soprano